# Askar Abdrazakov
Askar Amírovich Abdrazákov (en ruso: Аска́р Ами́рович Абдраза́ков; en baskir: Абдразаҡов Асҡар Әмир улы; 12 de julio de 1969) es un bajo lírico baskir nacido en Ufá, capital de la República de Baskortostán dentro de la Federación de Rusia. Askar Abdrazákov es solista del Teatro Mariinski de San Petersburgo.
Cursó estudios en el Conservatorio de Moscú con Irina Arjípova, ganando la competencia Francisco Viñas de Barcelona y otras.
Se especializa en repertorio ruso, francés e italiano.
Su hermano es el bajo Ildar Abdrazákov.